# OS/2
OS/2 је оперативни систем за личне рачунаре развијан касних 1980-их и почетком 1990-их година. Требало је да буде графичка замјена за PC DOS и да се користи на IBM-овим рачунарима серије PS/2.
Компаније Мајкрософт и IBM су заједно радиле на развоју, али несугласице су довеле до разлаза. IBM је наставио да развија OS/2 неколико година за виши сегмент тржишта, а Мајкрософт је даље развио код у свој Виндоус НТ оперативни систем.
OS/2 се више не развија и сматра се превазиђеним.

## Кориштена литература
- The New York Times Guide to Essential Knowledge. Macmillan. 2004. стр. 652. ISBN 978-0-312-31367-8.